# Росс, Мэри
Мэри Росс (англ. Mary Rosse, в девичестве Филд — англ. Mary Field, 1813—1885) — жена астронома Уильяма Парсонса, 3-го графа Росса, астроном-любитель и фотограф.

## Биография
Родилась в 1813 году в Йоркшире, в семье богатого землевладельца. Вместе с сестрой получила домашнее образование.
14 апреля вышла замуж за Уильяма Парсонса. В браке было 11 (по другим данным — 13) детей, в том числе:
- Лоуренс Парсонс, 4-й граф Росс (1840—1908);
- преподобный Рэндал Парсонс (1848—1936);
- Ричард Клер Парсонс (21 февраля 1851 — 26 января 1923), известный строительством железных дорог в Южной Америке;
- сэр Чарлз Алджернон Парсонс (1854—1931), известный как изобретатель паровой турбины.

Занималась фотографией, многие из её работ ныне представлены в музее замка Бирр. Благодаря своим весьма редким для женщины своего круга познаниям в металлообработке принимала участие в конструировании телескопа Левиафан, который был восстановлен в 1990 годах в том числе по её фотографиям.